# Turnpike Lane (London Underground)

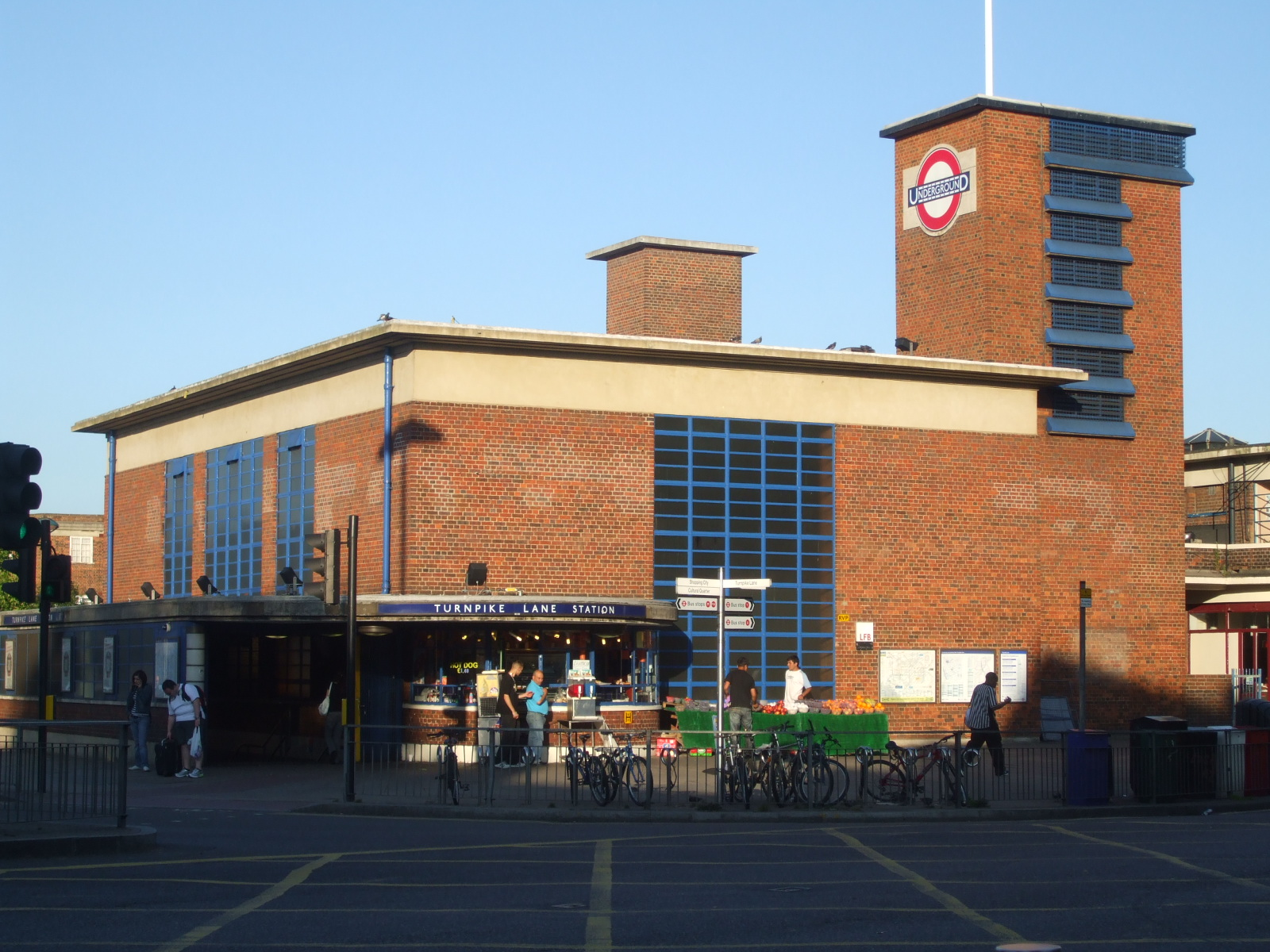
Stationsgebäude

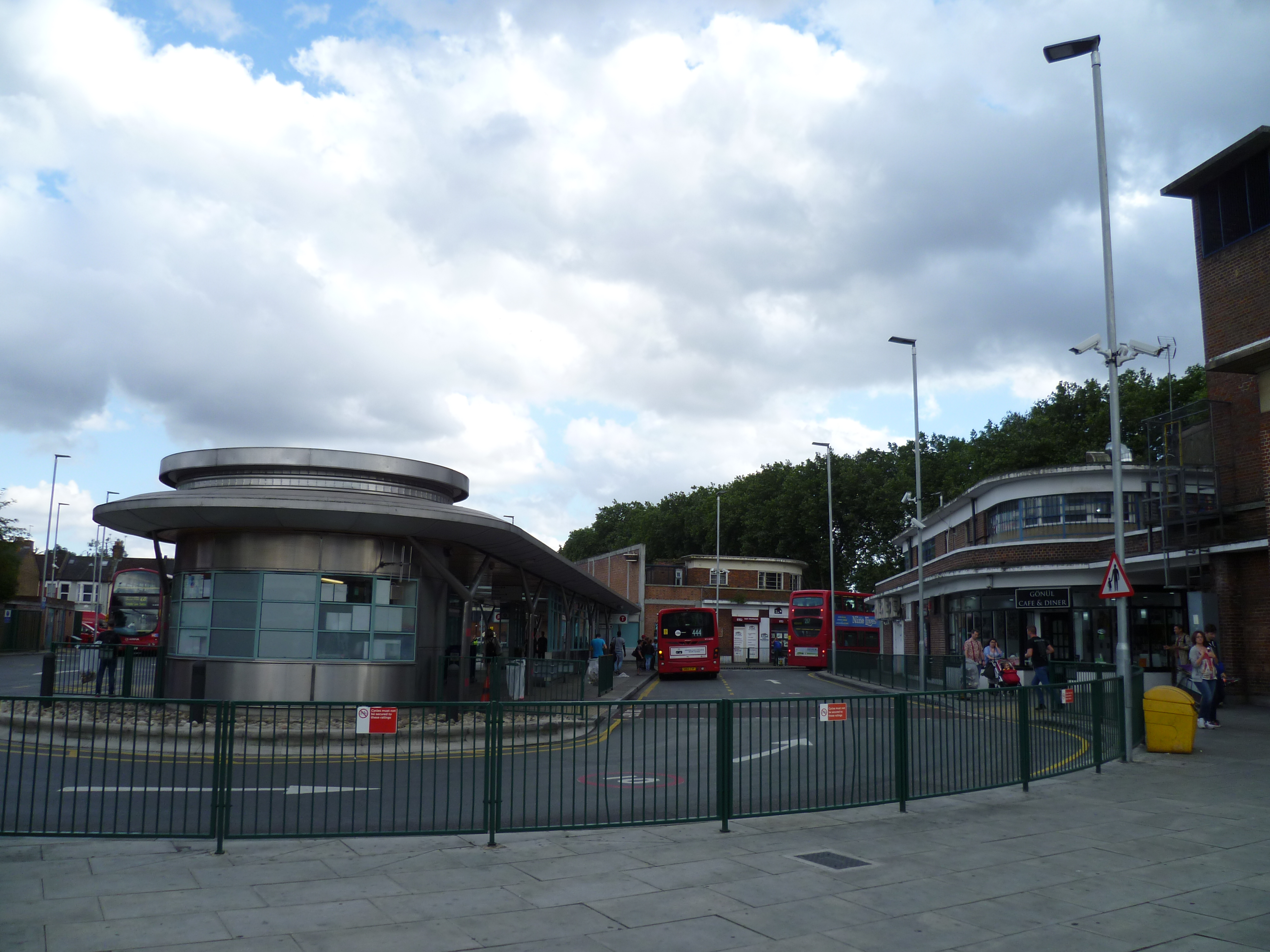
Der angegliederte Busbahnhof

Turnpike Lane ist eine unterirdische Station der London Underground im Stadtbezirk London Borough of Haringey. Sie liegt in der Travelcard-Tarifzone 3, an der Kreuzung der Hauptstraßen Turnpike Lane, High Road, Westbury Avenue und Green Lanes. Im Jahr 2013 nutzten 10,29 Millionen Fahrgäste diese von der Piccadilly Line bediente Station.
Die Eröffnung der Station erfolgte am 19. September 1932, als die Piccadilly Line von Finsbury Park aus in Richtung Norden nach Arnos Grove verlängert wurde. Aufgrund der Terroranschläge vom 7. Juli 2005 war die Station einige Wochen geschlossen; am 4. August erfolgte die Wiedereröffnung.
Das von Charles Holden entworfene Stationsgebäude ist ein gut erhaltenes Beispiel des modernistischen Baustils von London Transport in den 1930er Jahren. Die Schalterhalle befindet sich in einem aus Ziegeln errichteten Kubus von enormen Ausmaßen. Die Fenster an den hoch aufragenden Wänden sind so angeordnet, dass das natürliche Tageslicht bis fast zu den Bahnsteigen hinunter reicht. Am späten Nachmittag sind Lichtreflexionen wie im Querschiff einer Kathedrale zu beobachten. Seit 1994 steht das Gebäude unter Denkmalschutz (Grade II). Die Station wird, ebenso wie Turnham Green, im Song Junkie Doll von Mark Knopfler erwähnt, das auf dessen Album Sailing to Philadelphia erschienen ist.
Direkt an die Eingangshalle angegliedert ist ein größerer Busbahnhof, an welchem Anschlüsse zu 16 Tageslinien und zwei Nachtlinien im Busverkehr bestehen. In 1968 wurde die gesamte Anlage überdacht. Bei einer Erneuerung der Anlage in den späten neunziger Jahren wurde die Dachkonstruktion wieder demontiert, an deren Stelle ein kleines Dach im Stil des U-Bahnhofs über dem Wartebereich installiert wurde.
In Zukunft soll die Station um einen weiteren Teil für die Züge des Crossrail 2 ergänzt werden. Im Mai 2013 wurden die aktuellen Planungen veröffentlicht, in denen auch der Bahnhof an der Turnpike Lane enthalten ist.